# Marché International de Rungis
48°45′35″N 2°21′13″Ø / 48.75972°N 2.35361°Ø
Marché International de Rungis (eller Rungis Internationale Marked) er det primære marked i Paris, placeret i kommunen Rungis, i de sydlige forstæder. Det er det største engros fødevaremarked i verden.
Siden dets oprindelse i det 10. århundrede, var Paris' centrale marked placeret i centrum af byen, på et 10 hektar stort område ved navn Les Halles. Efterhånden blev dette dog for småt og i 1969, blev markedet flyttet til forstæderne. Rungis blev valgt på grund af den nemme adgang til jernbane og motorvej og for dets nærhed til Paris-Orly Lufthavnen.
Markedet ejes af den franske stat og administreres af Semmaris (Société d'Economie Mixte d'Aménagement et de gestion du marché d'intérêt national de Rungis). Der er mange grossister og konnkurrencen er derfor hård. Markedet starter kl. 1:00 og slutter kl 7:00. Kunderne er distributører og restauranter. Skrald fra markedet bliver genanvendt og varmen fra forbrændingen bruges til at opvarme markedet og den nærliggende Orly lufthavn.
Data:
- Komplekset dækker et areal på 232 hektar
- 13.000 mennesker arbejder der hver dag
- 26.000 biler kører hver dag dertil, (hvoraf 3.000 er tunge lastvogne)
- 1.698.000 ton produkter bringes hertil årligt
- Markedet er det engrosmarked i verden med den største omsætning